# Джеймс, Дэвид (футболист)
Дэ́вид Бе́нджамин Джеймс (англ. David Benjamin James; род. 1 августа 1970, Уэлин-Гарден-Сити, графство Хартфордшир) — английский футболист, выступавший на позиции вратаря.

## Карьера

### «Уотфорд»
Начал карьеру в молодёжной команде «Уотфорда». В 1989 году он помог своей команде выиграть Молодёжный кубок Англии.

### «Ливерпуль»
В 1992 году Дэвид перешёл в «Ливерпуль», в котором после ухода Брюса Гроббелара стал основным вратарём. Несмотря на то, что в команде Роя Эванса Джеймс был практически безальтернативным «номером один» и являлся одним из лидеров «Ливерпуля» середины 1990-х на поле и вне его, болельщикам клуба он запомнился регулярными ошибками, которые приводили к забитым мячам и не давали «красным» вернуть на «Энфилд» чемпионский титул, в последний раз завоёванный командой в 1990 году.

### «Астон Вилла»
В итоге после того как Эванса сменил на тренерском посту Жерар Улье, клуб принял решение расстаться с Дэвидом и продал футболиста бирмингемской «Астон Вилле».

### «Вест Хэм»
11 июля 2001 года Джеймс перешёл в «Вест Хэм Юнайтед» за £3,5 млн, подписав четырёхлетний контракт. Однако, после серьёзной травмы колена за сборную, его дебют откладывался в течение нескольких месяцев. 24 ноября 2001 года состоялся его дебют в домашнем матче против «Тоттенхэм Хотспур» (поражение 0:1). В сезоне 2002/03 «Вест Хэм» вылетел в первый дивизион. Джеймс остался с «Вест Хэмом» на сезон 2003/04. Сыграл 102 игры во всех турнирах за «Вест Хэм».

### «Манчестер Сити»
14 января 2004 прежде чем вернуться в Премьер-лигу с «Вест Хэмом», перебрался в «Манчестер Сити» за неназванную сумму в качестве замены Дэвида Симена. 17 января состоялся дебют с домашней ничьей с «Блэкберн Роверс» (1:1).
10 августа 2006 Джеймс, который был отделен от своей жены, заявил, что ему нужно покинуть «Манчестер Сити», чтобы быть ближе к своим детям, которые жили в Лондоне. «Манчестер Сити» подтвердил, что они приняли предложение от «Портсмута». Через два дня он перешёл в «Портсмут» за 1,2 миллиона фунтов, подписав двухлетний контракт

### «Портсмут»
30 января 2008 в матче Лиги против «Манчестер Юнайтед» он стал третьим игроком (после Гэри Спида и Райана Гиггза), сыгравшим 500-й матч в английской Премьер-лиге.
Джеймс продлил контракт в мае 2007, по которому он оставался на «Фраттон Парк» до конца сезона 2008/09. Джеймс выиграл второй крупный трофей в своей карьере в течение сезона 2007/08, когда «Портсмут» одержал победу над «Кардифф Сити» (1:0) на стадионе «Уэмбли» в финале Кубка Англии. 8 ноября 2008 года он сыграл свой 100-й матч за «Портсмут».
Джеймс был капитаном «Портсмута» в полуфинале Кубка Англии сезона 2009/10 против «Тоттенхэм Хотспур», где «Портсмут» выиграл 2:0 в дополнительное время. Он также был капитаном команды в финале с «Челси», в котором «помпи» уступили со счётом 1:0.

### «Бристоль Сити»
В июне 2011 года подписал новое годовое соглашение с клубом «Бристоль Сити».
1 мая 2012 года закончил выступать за «Бристоль Сити».

### «Борнмут»
28 сентября 2012 года Дэвид продолжил карьеру в клубе первого дивизиона «Борнмут». 42-летний футболист подписал контракт до конца сезона.
12 марта 2013 года «Борнмут» внезапно расторг контракт с Джеймсом с формулировкой «по взаимному согласию». Вратарь провёл на поле 19 матчей и был неотъемлемой частью успеха команды в её беспроигрышной серии, продолжившейся в течение 18 игр. Контракт подлежал бы продлению на следующий сезон, проведи Джеймс за клуб строго определённое количество выступлений, а именно 20 игр.

### «Вестманнаэйяр»
2 апреля 2013 года Джеймс подписал контракт с клубом из Исландии «IBV» — «Вестманнаэйяр». Впервые в своей карьере он будет играть за пределами Англии, совмещая работу голкипера с обязанностями помощника тренера клуба. На момент сделки Джеймс сыграл 975 матчей с начала карьеры, в том числе 53 за сборную своей страны. «IBV» стал девятым футбольным клубом в его послужном списке.

### «Керала Бластерс»
В 2014 перешёл в «Керала Бластер», принадлежащий Сачин Тендулкар, на сезон 2014 индийской Суперлиги в качестве играющего тренера. Он сказал: «Я надеюсь, что мое участие с ИСЛ будет началом чего-то великого». Его дебют состоялся 13 октября 2014 года в матче, завершившемся поражением со счётом 0:1 от «Норт-Ист Юнайтед». Его команда в итоге стала серебряным призёром в инаугурационной ИСЛ турнира, проиграв в финале 0:1 «Атлетико Калькутта».

### Завершение карьеры
В мае 2014 года объявил себя банкротом. Причиной банкротства называется развод с женой, что повлекло за собой большие долги спортсмена.

## Карьера в сборной
Джеймс — самый возрастной участник чемпионата мира 2010 года в ЮАР, на момент начала турнира ему было почти 40 лет. В матче со сборной Алжира Джеймс установил рекорд чемпионатов мира, став самым возрастным дебютантом финальных турниров.

## Тренерская карьера

### «Лутон Таун»
В октябре 2013 года стал играющим тренером в «Лутон Таун».

### «Керала Бластерс»
20 августа 2014 года стал играющим тренером «Керала Бластерс» из индийской суперлиги.

## Награды
В 2012 году Дэвид Джеймс был награждён орденом Британской империи за заслуги перед футболом и благотворительность.